# Ralph-Johannes Lilie
Ralph-Johannes Lilie (30 de diciembre de 1947, Hamburgo, Alemania) es un bizantinista alemán. 

## Biografía
Se graduó de la Universidad de Múnich en 1975 con una disertación titulada "La reacción bizantina a las invasiones árabes: estudios sobre la transformación de las estructuras gubernamentales en los estados bizantinos en los siglos VII y VIII" y se habilitó en 1982-1983 en el seminario Byzantinisch-Neugriechischen de la Universidad Libre de Berlín, donde fue profesor extraordinario de 1984 a 2005. Desde 1992 trabajó en el proyecto Prosopographie der mittelbyzantinischen Zeit (PmbZ) en la Academia de Ciencias y Humanidades de Berlín-Brandeburgo. Ese mismo año se encargó de gestionar el trabajo de PmbZ hasta su retiro, en 2013.

## Principales obras
Entre las obras de Lilie, destacan las siguientes:
- Con Claudia Ludwig, Thomas Pratsch, Beate Zielke, Prosopographie der mittelbyzantinischen Zeit.  Berlín y Boston: De Gruyter (1998-2013) ISBN 9783110206418.
- Byzanz: Geschichte des oströmischen Reiches 326–1453. 5. durchgesehene Auflage, Beck München 2010 (Beck'sche Reihe Wissen), ISBN 978-3-406-41885-3.
- Byzantium and the Crusader States 1096-1204. Clarendon Press, 1993, ISBN 9780198204077.
- Byzanz Das zweite Rom. Siedler, Berlín 2003, ISBN 3-88680-693-6.
- Byzanz und die Kreuzzüge. Kohlhammer Verlag, Stuttgart 2004, ISBN 3-17-017033-3.
- Einführung en die byzantinische Geschichte. Kohlhammer Verlag, Stuttgart 2007, ISBN 978-3-17-018840-2.
- Byzanz Kaiser und Reich. Böhlau, Colonia-Weimar-Viena 1994, ISBN 3-412-00394-8.
- Die Patriarchen der ikonoklastischen Zeit: Germanos I.-Methodios I. (715-847). Peter Lang GmbH, Fráncfort del Meno 1999, ISBN 978-3631351833.
- Bisanzio. La seconda Roma. Newton Compton Editori, 2007, ISBN 978-8854102866.
- Die byzantinische Reaktion auf die Ausbreitung der Araber. Studien zur Strukturwandlung des byzantinischen Staates im 7. und 8. Jahrhundert. Institut für Byzantinistik und Neugriechische Philologie der Universität München 1976.
- Con Thomas Pratsch, Beate Zielke, Byzanz - Rom des Ostens: Aufstieg und Fall eines Weltreiches, Leben und Glauben am Bosporus, Pracht und Prunk am Kaiserhof. Mechernich-Kommern 2007.